# Ceuthauxus nuevus
Ceuthauxus nuevus är en mångfotingart som först beskrevs av Chamberlin 1941.  Ceuthauxus nuevus ingår i släktet Ceuthauxus och familjen Rhachodesmidae. Inga underarter finns listade i Catalogue of Life.